# Leonard Peltier
Leonard Peltier (nascido em 12 de setembro de 1944) é um ativista americano condenado por assassinato. Ativista pelos direitos civis dos índigenas americanos e membro inscrito do Turtle Mountain Chippewa, ele se juntou ao Movimento Indígena Americano em 1972. Desde 1977, está preso pelo assassinato em 1975 de dois agentes do FBI na Reserva Indígena Pine Ridge. Seu povo inclui ancestrais Lakota e Dakota.